# بیلی کالفیلد
بیلی کالفیلد (انگلیسی: Billy Caulfield; ۲۰ مارس ۱۸۹۲ – January quarter 1972 (aged 79)) بازیکن فوتبال اهل بریتانیا بود.
از باشگاه‌هایی که در آن بازی کرده‌است می‌توان به باشگاه فوتبال نلسون، باشگاه فوتبال کرو آلکساندرا، باشگاه فوتبال ساوتپورت، و باشگاه فوتبال بلکبرن روورز اشاره کرد.